# Sensibilidad al gluten no celíaca
La sensibilidad al gluten no celíaca (SGNC), también denominada sensibilidad al gluten (SG), enteropatía sensible al gluten o enteritis linfocítica, es una entidad clínica en la que se presentan síntomas digestivos o extradigestivos (que pueden afectar a diversos órganos) similares a los encontrados en la enfermedad celíaca, que mejoran cuando el gluten es retirado de la dieta, consiguiendo únicamente con ello una mejoría notable o una desaparición completa tanto de las molestias digestivas como de los variados síntomas extra-digestivos (que afectan a otros órganos) asociados con ella. No existen biomarcadores para su diagnóstico, el cual se realiza una vez razonablemente excluida la presencia de una enfermedad celíaca o una alergia al trigo. No obstante, una gran parte de personas diagnosticadas con sensibilidad al gluten no celíaca son realmente celíacos, en los que no se ha sabido reconocer la enfermedad.
Actualmente, existen crecientes e incuestionables evidencias sobre la existencia de la SGNC. Fue descrita por primera vez en la década de 1980 e incluida desde 2010 en el espectro de los trastornos relacionados con el gluten. Los resultados de un estudio de 2017 sugieren que se trata de una enfermedad crónica, como en el caso de la celiaquía.
La patogénesis de la SGNC aún no está completamente aclarada. Existen evidencias de que junto a la gliadina (principal antígeno citotóxico del gluten), otras proteínas presentes en el gluten y los cereales que contienen gluten (trigo, centeno, cebada y todas sus variedades e híbridos) pueden desempeñar un papel en el desarrollo de los síntomas. Los FODMAP (oligosacáridos, disacáridos, monosacáridos y polioles) presentes en los cereales con gluten, especialmente los fructosanos, han sido identificados como una posible causa de los síntomas gastrointestinales en pacientes con SGNC. Una revisión publicada en mayo de 2015 concluyó que el efecto de los FODMAP no justifica los síntomas extradigestivos y se limita a síntomas gastrointestinales leves a lo sumo, y que junto con el gluten, otras proteínas de los cereales con gluten (denominadas ATIs) son responsables de la reacción inmunitaria que desencadena los diversos síntomas de la SGNC. Una revisión de 2018 y otra de 2019 concluyen que aunque los FODMAP presentes en el trigo y cereales relacionados pueden desempeñar un papel en la sensibilidad al gluten no celíaca, solo explican ciertos síntomas gastrointestinales, como la sensación de hinchazón, pero no los síntomas extra-digestivos que las personas con SGNC pueden desarrollar, tales como trastornos neurológicos, fibromialgia, alteraciones psicológicas y dermatitis.
La SGNC es el síndrome más común de los trastornos relacionados con el gluten, con una prevalencia estimada 6-10 veces mayor que la de la enfermedad celíaca (hasta un 13 % de la población). No obstante, los pacientes permanecen habitualmente en una «tierra de nadie», sin reconocer ni diagnosticar por los especialistas, «huérfanos» de la atención médica y el tratamiento adecuados. Esta falta de apoyo por parte de los profesionales de la salud es el motivo por el cual la mayoría de estas personas acaba recurriendo a la dieta sin gluten y al posterior «autodiagnóstico» de sensibilidad al gluten, tras un largo e infructuoso peregrinaje por numerosas consultas de diversos especialistas.

## Epidemiología

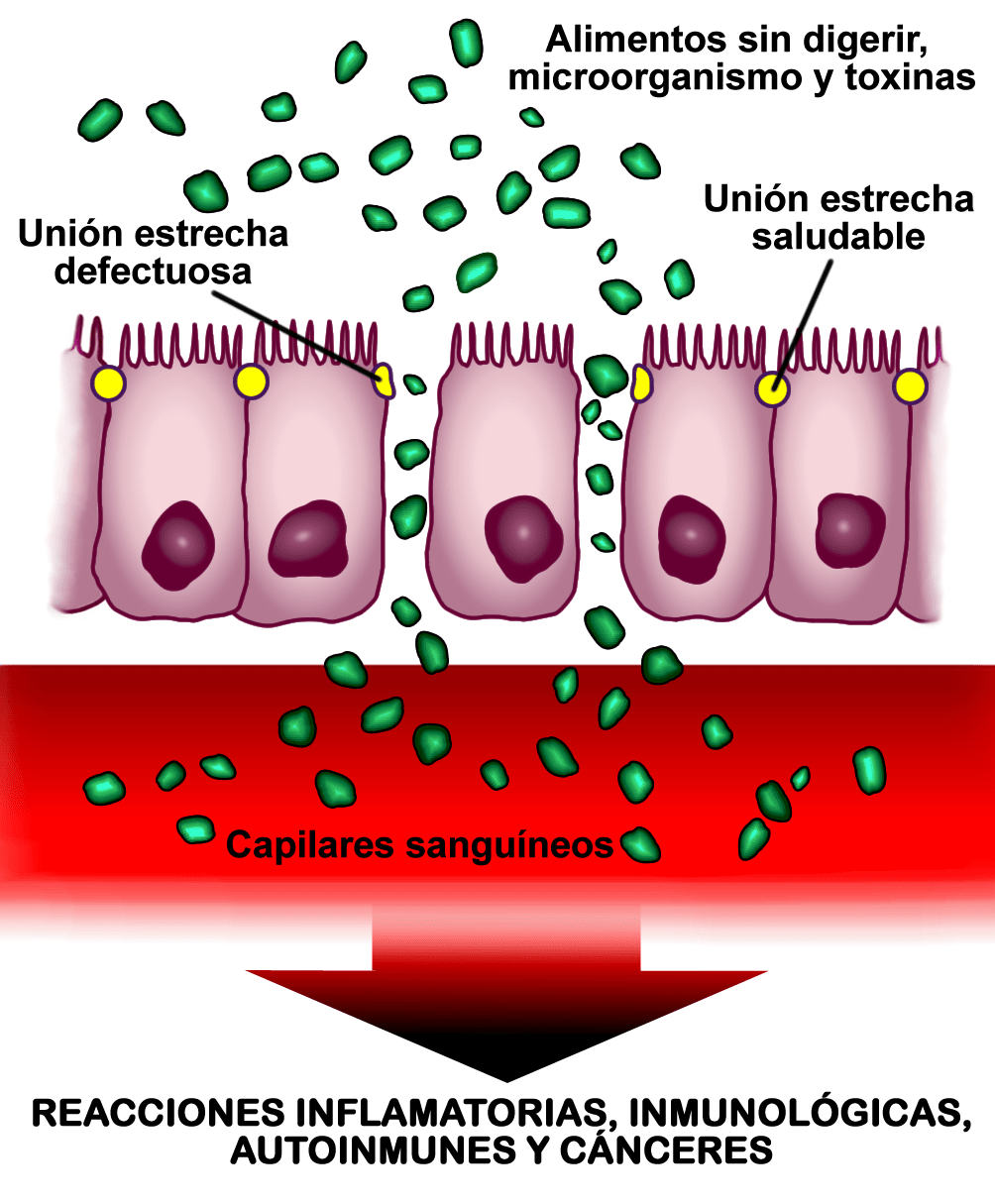
Esquema de la pared del intestino con permeabilidad aumentada. Los dos factores más potentes que la provocan son ciertas bacterias intestinales y la gliadina (principal fracción tóxica del gluten), independientemente de la predisposición genética, es decir, tanto en celíacos como en no celíacos. Esto permite el paso sin control de sustancias al torrente sanguíneo, con el consiguiente posible desarrollo de enfermedades autoinmunitarias, inflamatorias, infecciones, alergias o cánceres, tanto intestinales como en otros órganos.

Desde principios del siglo XXI, se ha producido un incremento muy notable en el consumo de alimentos sin gluten a nivel mundial. Cada vez más personas adoptan una dieta libre de gluten sin un diagnóstico claro de enfermedad celíaca o de alergia al trigo. Ello se debe en parte a los claros beneficios que produce en muchos pacientes que presentan no solo frecuentes molestias digestivas, sino también varias enfermedades asociadas de diversos tipos. Se trata de personas que presentan un dilatado historial de molestias diversas y un largo peregrinaje por multitud de consultas de especialistas, sin recibir apoyo, diagnóstico ni tratamiento por parte de los profesionales de la salud, los cuales habitualmente se limitan a descartar una enfermedad celíaca y etiquetar sus molestias digestivas como un síndrome del intestino irritable, habitualmente sin realizar ni interpretar correctamente todas las pruebas necesarias para buscar la enfermedad celíaca. La mayoría de estos pacientes acaban recurriendo a la dieta sin gluten y un «autodiagnóstico» de sensibilidad al gluten tras esta desafortunada búsqueda de apoyo médico y la clara mejoría experimentada con la retirada del gluten de la dieta.
La prevalencia de la sensibilidad al gluten no celíaca (SGNC) no es bien conocida, pero en estudios previos se estima que se sitúa en torno al 6-10 % de la población general, lo que representa que es como término medio unas 6-10 veces mayor a la encontrada en la enfermedad celíaca, la cual afecta aproximadamente a un 1 % de la población mundial.

## Cuadro clínico
La mayor parte de los síntomas asociados con la SGNC son similares a los que se presentan en la enfermedad celíaca y pueden ser tanto digestivos como extra-digestivos (que afectan a otros órganos). La distinción entre ambas es muy complicada y a menudo no se realiza correctamente. De hecho, una gran parte de personas diagnosticadas con sensibilidad al gluten no celíaca son realmente celíacos, en los que no se ha sabido reconocer la enfermedad.

### Síntomas digestivos
Los síntomas digestivos, que pueden no estar presentes o aparecer solo por temporadas con períodos de completa remisión, son los más frecuentemente encontrados en pacientes etiquetados de «síndrome del intestino irritable» (SII), con los que fácilmente se confunden. Estos pueden incluir dolor e hinchazón abdominal o alteraciones del hábito intestinal tanto en el sentido de diarrea como de estreñimiento, entre otros.

### Síntomas extra-digestivos
Entre las manifestaciones extra-digestivas, que pueden ser los únicos síntomas de la SGNC en ausencia de clínica digestiva, cabe destacar diversos trastornos neurológicos (tales como cefaleas, migrañas, mente «nublada», cansancio aumentado sin motivo aparente, hormigueos en manos o pies, debilidad muscular, dolores músculo-esqueléticos, la ataxia, la demencia, el síndrome de las piernas inquietas, la neuropatía periférica, convulsiones, la epilepsia la esclerosis múltiple, el alzhéimer, la encefalopatía, parkinsonismos, la esquizofrenia, el autismo, la hiperactividad, el trastorno obsesivo-compulsivo, el síndrome de Tourette, las alucinaciones, que algunos autores han denominado «psicosis por gluten», el trastorno bipolar, la parálisis cerebral y diversos trastornos neuromusculares que provocan movimientos involuntarios, pérdida de fuerza, atrofia, parálisis o alteraciones sensoriales), trastornos psiquiátricos (tales como ansiedad, depresión), alergias, asma, rinitis, erupciones en la piel (tales como urticaria, dermatitis atópica), anemia, obesidad, trastornos de la conducta alimentaria, entre otros.
Más del 20 % de las personas con SGNC presentan alergias mediadas por IgE a uno o más inhalantes, alimentos o metales, entre los cuales los más comunes son los ácaros del polvo, las gramíneas, la parietaria, el pelo de gato, conejo o perro, los crustáceos y el níquel.
Aproximadamente, el 35 % de los pacientes sufre alguna intolerancia alimentaria asociada, principalmente intolerancia a la lactosa.
En la siguiente tabla, se muestra un listado más completo de los síntomas relacionados con la SGNC, que pueden aparecer aislados o combinados:
| Síntomas frecuentes y procesos relacionados con la sensibilidad al gluten no celíaca | |
| Digestivos | Extra-digestivos |
| Dolor abdominal Hinchazón fluctuante Alivio con la expulsión de gases Diarrea Estreñimiento Alternancia diarrea/estreñimiento Náuseas Vómitos Ardores de estómago Reflujo gastroesofágico Intolerancia a la lactosa Intolerancias alimentarias Estomatitis aftosa | Cefaleas o migrañas Dolores músculo-esqueléticos generalizados Cansancio aumentado Mente «borrosa» o «nublada» Hormigueos o adormecimientos en manos o pies Debilidad muscular Trastornos del sueño Fibromialgia Erupciones cutáneas con predominio de urticaria Atopía Alergias Asma Rinitis Anemia Anemia ferropénica Deficiencia de ácido fólico Pérdida de peso moderada Obesidad Trastornos de la conducta alimentaria Ansiedad Depresión Trastorno por déficit de atención con hiperactividad (TDAH) Autismo Esquizofrenia Convulsiones Epilepsia Ataxia Deterioro cognitivo Demencia Alucinaciones («psicosis por gluten») |

## Diagnóstico
No existen ninguna analítica para poder evaluar o descartar la presencia de una sensibilidad al gluten no celíaca, por lo que el diagnóstico resulta complicado y generalmente se realiza siguiendo criterios de exclusión. Estos criterios o recomendaciones diagnósticas fueron establecidos por dos conferencias de consenso de expertos a nivel mundial (Londres 2011 y Múnich 2012) y se basan en la exclusión de la enfermedad celíaca y la alergia al trigo, debido a que estas dos condiciones también aparecen en personas que experimentan síntomas similares a los de la SGNC, que mejoran con la retirada del gluten de la alimentación y empeoran si vuelven a consumir gluten.
El inicio de los síntomas de la SGNC puede llegar a retrasarse desde horas a unos pocos días después de la ingestión de gluten y en la enfermedad celíaca pueden tardar días o semanas en aparecer. En cambio, los síntomas en la alergia al trigo tienen un inicio rápido (de minutos a horas) después del consumo de alimentos que contienen trigo y puede desarrollarse una reacción anafilática.
La presencia de síntomas extra-digestivos o enfermedades asociadas cada vez se reconoce más como un «sello distintivo» de la SGNC y ayuda a establecer el diagnóstico. Cuando los síntomas se limitan a alteraciones gastrointestinales, puede darse una superposición con la alergia al trigo, el síndrome del intestino irritable (SII) y (menos probable) la intolerancia a los FODMAP (acrónimo que deriva del inglés Fermentable Oligosaccharides, Disaccharides, Monosaccharide And Polyols - Oligosacáridos, Disacáridos, Monosacáridos y Polioles Fermentables).
Según los criterios propuestos en 2015 para el diagnóstico de la SGNC, se considera que una mejora de los síntomas digestivos y las manifestaciones extra-digestivas de al menos un 30 % tras el seguimiento de una dieta sin gluten (DSG), evaluada a través de una escala de calificación, confirma el diagnóstico clínico de SGNC. Sin embargo, esta escala de calificación aún no se aplica en todo el mundo.
El proceso diagnóstico comienza por lo general con la determinación de anticuerpos anti-transglutaminasa de tipo IgA para la enfermedad celíaca y anticuerpos frente a las proteínas del trigo de clase IgE para la alergia al trigo. Se han descrito niveles elevados de anticuerpos anti-gliadina de la clase IgG en más del 50 % de pacientes, asociados con positividad de los de la clase IgA en una menor frecuencia y con negatividad de los anticuerpos anti-transglutaminasa (valores inferiores al límite actual recomendado de positividad de 2-3 U/ml), anti-endomisio y anti-péptido deaminado de gliadina, que son más sensibles y específicos de enfermedad celíaca.
La determinación de los marcadores genéticos HLA-DQ2/DQ8 tiene un excelente valor predictivo negativo para enfermedad celíaca.

### Pruebas de provocación
Para excluir un posible efecto placebo, una prueba de provocación doble ciego controlada con placebo (desconocimiento tanto por parte del médico como del paciente de la administración del gluten) es una herramienta útil, pero la conveniencia de su realización es discutible. Resulta cara y complicada en la rutina clínica diaria, por lo que solo se realiza en estudios de investigación. Se lleva a cabo en un solo día, mediante la administración de cápsulas que contienen o no harina de trigo, valorando su respuesta clínica. Algunos autores realizan «pruebas abiertas» mediante la administración de 4 rebanadas de pan blanco de molde (conteniendo aproximadamente 4 g de gluten cada una) con resultados similares a los obtenidos en las pruebas doble ciego.
Las pruebas de provocación con gluten no se recomiendan antes de la edad de 5 años ni durante la pubertad.

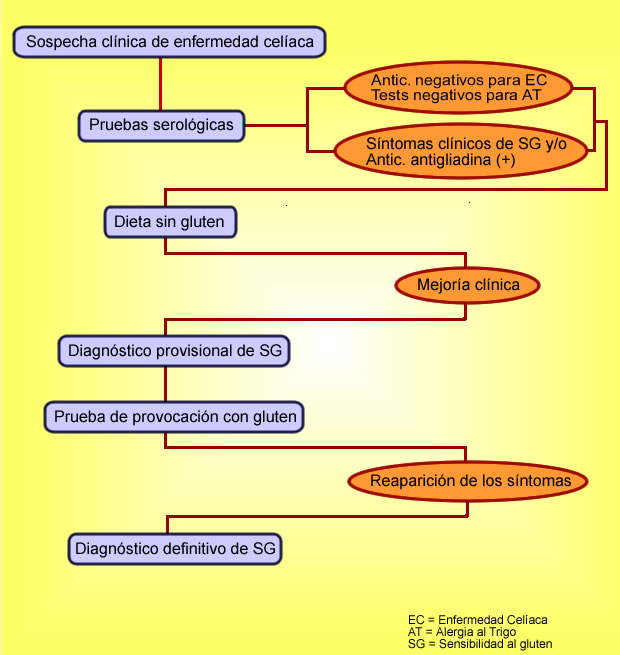
Algoritmo diagnóstico para confirmación de la sensibilidad al gluten no celíaca

El siguiente algoritmo, que refleja el proceso diagnóstico con la sospecha inicial y posterior confirmación de la SGNC, es sencillo de llevar a cabo en la práctica clínica habitual:

### Manejo de pacientes que han iniciado la dieta sin gluten antes del diagnóstico
En la práctica clínica es un hecho bastante habitual el encontrar pacientes que han comenzado una dieta sin gluten (DSG), sin haber realizado una evaluación diagnóstica formal. Algunos reciben sugerencias de familiares o amigos que les comentan los beneficios que han obtenido con el cambio de la dieta y les animan a iniciarla. Otros han recibido información de dietistas, nutricionistas o naturistas. En muchos casos, el cambio de dieta les mejora los síntomas y continúan con ella indefinidamente. En otros, por el contrario, al no encontrar una clara mejoría, la acaban abandonando.
Este hecho puede enmascarar el diagnóstico de una posible enfermedad celíaca, pues la retirada del gluten disminuye los niveles de anticuerpos en sangre, en caso de haberse desarrollado (la mayoría de celíacos no presenta anticuerpos positivos antes del diagnóstico), y atenúa los cambios inflamatorios que se encuentran en las biopsias duodenales.
Los niveles de anticuerpos se normalizan después de entre seis a doce meses desde el comienzo de la dieta estricta sin gluten, pero la recuperación intestinal tarda más tiempo. Por lo tanto, la toma de biopsias duodenales es recomendable incluso aunque el paciente se encuentre con dieta sin gluten, pues la desaparición de las lesiones histológicas (la inflamación intestinal), si existen, tarda como media unos 3,8 años en recuperarse. No obstante, en la SGNC las biopsias duodenales suelen ser normales por lo general.
Una estrategia que resulta de utilidad en estos casos es realizar pruebas genéticas, para evaluar los marcadores de la enfermedad celíaca (HLA-DQ2 y HLA-DQ8), ya que su ausencia hace poco probable que se trate de una enfermedad celíaca. Si el paciente es positivo para el HLA-DQ2, el HLA-DQ8 o cualquiera de sus alelos, entonces resulta aconsejable una provocación con gluten (volver a comer gluten) bajo supervisión médica, seguida por la determinación de los marcadores serológicos (anticuerpos específicos para enfermedad celíaca) y la realización de biopsias duodenales. Sin embargo, la provocación con gluten tiene limitaciones significativas, debido a que la reaparición de los síntomas generalmente se produce antes del posible desarrollo de los anticuerpos y la reaparición de las lesiones inflamatorias en el intestino, por lo que normalmente resulta inaceptable para la mayoría de los pacientes.
Aún no está claro qué cantidad de gluten se debe ingerir diariamente ni la duración de la provocación con gluten en estos casos. Algunos protocolos recomiendan consumir un máximo de 10 g de gluten por día durante 6 semanas. Sin embargo, estudios recientes han demostrado que el consumo durante 2 semanas de 3 g de gluten diarios puede provocar la reaparición de las lesiones inflamatorias intestinales en la mayoría de los adultos con enfermedad celíaca demostrada. Este nuevo protocolo propuesto ha mostrado mayor tolerabilidad y cumplimiento, y se ha calculado que su aplicación identificaría la presencia de una enfermedad celíaca en el 7 % de los pacientes remitidos por sospecha de SGNC, mientras que en el 93 % restante se confirmaría la SGNC, pero aún no está universalmente adoptado.
Para las personas que ya están a dieta sin gluten y que no son capaces de realizar una provocación con gluten oral, una alternativa para identificar una posible enfermedad celíaca es una provocación in vitro con gliadina en muestras de biopsias del intestino delgado, pero esta prueba solo está disponible en unos pocos centros de atención terciaria especializados.

## Diagnóstico diferencial
En teoría, la separación entre un paciente celíaco de uno que presenta sensibilidad al gluten no celíaca es fácil, ya que el primero tiene la serología (los anticuerpos) positivos, los marcadores genéticos compatibles y cambios histológicos sugestivos de EC.
En la práctica clínica, especialmente en niños mayores de 2 años, adolescentes y adultos, con mucha frecuencia la serología en un paciente celíaco es normal o está mínimamente elevada, con valores de transglutaminasa ligeramente superiores al límite actual recomendado de positividad de 2-3 U/mL, pero que se consideran por muchos médicos como negativos, y la biopsia muestra con frecuencia lesiones de enteritis linfocítica con un aumento de la presencia de linfocitos intraepiteliales superior al 25 % (Marsh 1). Estos pacientes presentan por lo general unos síntomas intensos y prolongados, similares a los pacientes que tienen atrofia de vellosidades (Marsh 3), y mejoran claramente con una dieta sin gluten. (Véase Diagnóstico de la enfermedad celíaca)
Se debe realizar una cuidadosa historia clínica, incluyendo los antecedentes personales desde la temprana infancia del paciente, así como elaborando una completa historia familiar de enfermedad celíaca, trastornos digestivos y procesos autoinmunitarios, y una búsqueda de las enfermedades más frecuentemente asociadas a la celiaquía, tales como la rinitis crónica recurrente, episodios de faringo-amigdalitis, otitis, sinusitis, asma bronquial y otros procesos de naturaleza inmuno-alérgica.
Los pacientes con sensibilidad al gluten no celíaca se parecen a los celíacos con enteritis linfocítica, pero en ellos la serología es mayoritariamente normal, los marcadores genéticos (HLA-DQ2/DQ8) son heterocigotos o claramente negativos, y aunque pueden presentar un incremento de los linfocitos intraepiteliales, es generalmente inferior al 25 %, por lo que no pueden ser catalogados como celíacos genuinos. Sin embargo, al igual que ellos, muestran una clara mejoría al ponerlos a DSG, y se reproducen los síntomas cuando realizan transgresiones voluntarias o inadvertidas y empeoran definitivamente si retiran la dieta.
Más difícil es aún realizar un diagnóstico diferencial entre la sensibilidad al gluten no celíaca y el denominado síndrome del intestino irritable (SII), ya que ambas entidades presentan idéntica sintomatología, siendo en ambas negativos los marcadores serológicos, genéticos de susceptibilidad, así como los hallazgos de la colonoscopia y gastroscopia, que son claramente negativos.
Es difícil relacionar con la ingesta de gluten la aparición de los variados síntomas digestivos y extra-digestivos que presentan tanto la enfermedad celíaca como la sensibilidad al gluten no celíaca, por diversas causas, que se exponen a continuación.
El gluten, desde que nacemos, está presente en nuestra alimentación de manera continuada y de forma ininterrumpida. Se ha constatado la presencia en la leche materna de altos niveles de gliadina no degradada (superiores en el calostro) en las mujeres que se alimentan de una dieta no exenta de gluten, que el bebé ingiere durante la lactancia. Posteriormente, se introduce en la alimentación, generalmente a partir de los 6 meses de edad, en forma de cereales, panes, galletas, aditivos, etc.
En la práctica sucede que podemos estar comiendo gluten inadvertidamente en cualquiera de las comidas diarias en principio aparentemente libres de gluten, bien como aditivo o bien como consecuencia de la existencia de contaminaciones cruzadas. A esto hay que sumar que las reacciones pueden ser retardadas, horas o incluso días, y que las lesiones causadas por el gluten en el aparato digestivo tardan en desaparecer por completo del orden de unos dos años desde el momento de su supresión estricta en la alimentación.
Asimismo, el gluten ejerce un efecto anestésico sobre el aparato digestivo, adormeciendo y ocultando sus reacciones naturales. En ocasiones sucede que se pueden notar las intolerancias a otros alimentos (la más típica a la lactosa) pero pasan inadvertidas las reacciones al ingerir el gluten.
La única forma de diferenciar el síndrome del intestino irritable de la sensibilidad al gluten no celíaca es hacer una retirada del gluten completa y mantenida durante 6 meses y si con ella se produce una mejoría clínica evidente con remisión o desaparición completa de la sintomatología, cambiaremos el diagnóstico por el de sensibilidad al gluten no celíaca, y para mayor seguridad se puede hacer una prueba de provocación reintroduciendo el gluten en la dieta durante unos días, que reproducirá las molestias previas que presentaba el paciente (Fig. 1). El tratamiento de la sensibilidad al gluten no celíaca es idéntico al de la enfermedad celíaca (EC), ya que en ambos casos existe una intolerancia permanente al gluten. Por ello, debe quedar muy claro que el único tratamiento realmente eficaz es el seguimiento de una dieta sin gluten (DSG) de forma estricta de por vida, sin efectuar transgresiones, para poder así conseguir una mejoría mantenida y eficaz, y prevenir la aparición de complicaciones asociadas.
La DSG debe basarse, fundamentalmente, en alimentos naturales y frescos que no contengan gluten: carnes, pescados, huevos, leche y sus derivados, frutas, verduras y hortalizas, legumbres y los cereales que no tienen gluten (maíz, arroz, mijo y sorgo), combinándolos entre sí de forma variada y equilibrada. Los alimentos se deben adquirir, almacenar, preparar y manipular cuidadosamente para evitar las posibles contaminaciones cruzadas con gluten. (Véase el apartado  Tratamiento)
Se aconseja probar la DSG durante unos 6 meses como mínimo, ya que con menos tiempo los cambios no se producen de forma significativa, sobre todo en pacientes que llevan padecimientos clínicos prolongados.
En caso de no mejoría, antes de abandonar la prueba con la dieta sin gluten, hay que hacer una valoración muy cuidadosa tanto clínica como analítica, para tratar de evitar posibles errores de interpretación.
Es habitual en pacientes celíacos y sensibles al gluten, especialmente en niños mayores, adolescentes y adultos con largas demoras diagnósticas, no experimentar mejoría o incluso tener un aparente empeoramiento al comienzo de la DSG. Este fenómeno solo se produce en enfermos celíacos o sensibles al gluten y se explica por diversas causas.
Por un lado, la supresión estricta del gluten de la dieta devuelve al aparato digestivo su capacidad de reacción, antes adormecida. Las posibles contaminaciones accidentales se suelen volver a manifestar, con síntomas fuertes.
Asimismo, a medida que el aparato digestivo se va recuperando, pueden hacerse patentes las intolerancias alimenticias típicamente asociadas a la enfermedad celíaca y la sensibilidad al gluten (lactosa, fructosa, etc.), más frecuentes cuanto mayor retraso en el diagnóstico, que previamente podían estar pasando inadvertidas. La simple toma de leche sin lactosa puede mejorar o la restricción de algún tipo de fruta. Otras causas de no mejoría son la presencia del llamado «gluten oculto» en algunos productos no bien etiquetados, así como las «contaminaciones cruzadas» comiendo en la mesa con otras personas que toman pan de trigo y desmigan con frecuencia de forma inadvertida, alimentos contaminados con migas o restos de harina durante su preparación o manipulación, etc.
Conviene recordar que hay celíacos o sensibles al gluten que pueden tener intolerancia asociada a la proteína de la leche e incluso, más raramente, a la horceína del maíz, como se deduce de unos estudios recientes realizados en Méjico.
Finalmente, es importante excluir condiciones clínicas asociadas a la propia enfermedad que por sí solas pueden explicar la persistencia de los síntomas (déficit secundario de disacaridasas, insuficiencia pancreática exocrina, sobrecrecimiento bacteriano y colitis microscópica). El mejor tratamiento de la colitis microscópica es el seguimiento de una dieta sin gluten, ya que no solamente consigue la desaparición de la sintomatología (dolor abdominal y diarreas, fundamentalmente), sino que también ayuda a la remisión histológica de la enfermedad. Por ello, se considera que la colitis linfocítica es una manifestación más de la enfermedad celíaca, con una clara participación de la mucosa colónica.

### Superposición de síntomas entre la sensibilidad al gluten no celíaca y el síndrome del intestino irritable
El síndrome del intestino irritable (SII) se encuadra dentro de los trastornos digestivos funcionales junto con la dispepsia funcional (DF), caracterizados ambos por presentar frecuentes molestias abdominales, sin existir una causa orgánica asociada. Su diagnóstico se basa en la presencia crónica de síntomas digestivos, en ausencia de lesión alguna.
EL SII se caracteriza fundamentalmente por presentar dolor abdominal como síntoma fundamental, acompañado de alteración del hábito intestinal (tanto estreñimiento como diarrea) e hinchazón abdominal. Estos mismos síntomas se presentan no solamente en pacientes con EC, sino también con SGNC. Además, una elevada proporción de pacientes (superior al 50 %) etiquetados como afectos de un SII, mejoran notablemente cuando siguen una dieta sin gluten (DSG) de forma prolongada.
Llevar a cabo un diagnóstico diferencial entre el SII y la EC es factible en muchos casos, ya que presentan con frecuencia marcadores serológicos, genéticos e histológicos (biopsias duodenales) sugestivos de la intolerancia al gluten, pero realizarlo con la SGNC es más difícil y hay que recurrir a la retirada del gluten y a su reintroducción mediante dieta de provocación, ya que la sintomatología clínica que presentan puede ser idéntica (Tabla 2).
Además, muchos pacientes con SII presentan síntomas de somatización, como ansiedad, depresión, que también pueden ser superponibles con los de SGNC, con lo que la confusión puede ser aún mayor.
| Tabla 2. Semejanzas y diferencias entre sensibilidad al gluten no celíaca (SGNC) y síndrome del intestino irritable (SII) |                                          |                                        |
| Características | Sensibilidad al gluten no celíaca (SGNC) | síndrome del intestino irritable (SII) |
| Dolor abdominal | SÍ                                       | SÍ                                     |
| Hinchazón abdominal | SÍ                                       | SÍ                                     |
| Alteración hábito intestinal                                                                                              | SÍ                                       | SÍ                                     |
| Relacionado con la comida                                                                                                 | SÍ                                       | SÍ                                     |
| Molestias extra-digestivas                                                                                                | SÍ                                       | SÍ                                     |
| Analítica normal | SÍ                                       | SÍ                                     |
| Colonoscopia normal | SÍ                                       | SÍ                                     |
| Marcadores serológicos (-)                                                                                                | SÍ                                       | SÍ                                     |
| Biopsia duodenal normal                                                                                                   | SÍ                                       | SÍ                                     |
| Respuesta a la dieta sin gluten                                                                                           | SÍ                                       | NO                                     |
| Prueba de provocación (+)                                                                                                 | SÍ                                       | NO                                     |

## Tratamiento

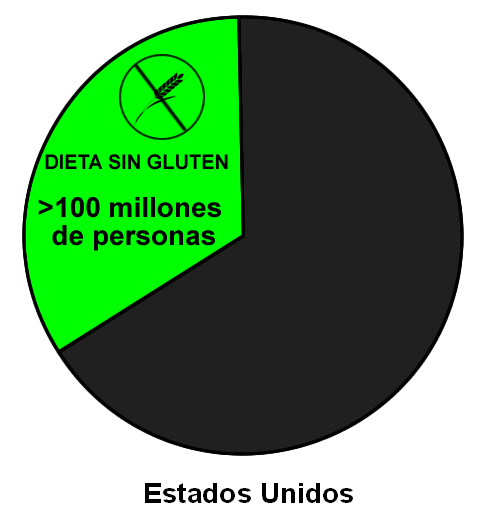
Número de personas que evitan comer gluten en Estados Unidos.

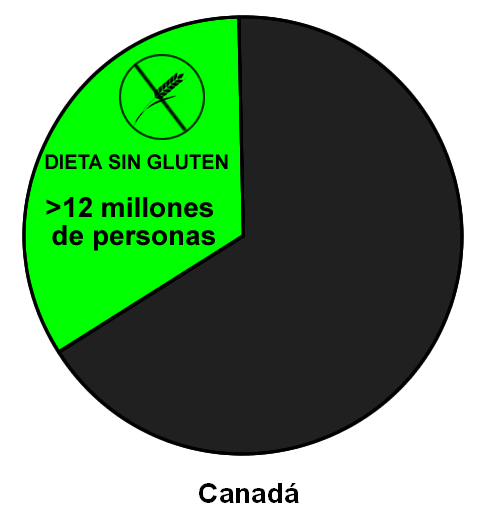
Número de personas que evitan comer gluten en Canadá.

El tratamiento recomendado para la SGNC es idéntico al de la enfermedad celíaca (EC), ya que en ambos casos existe una intolerancia permanente al gluten, y aunque los mecanismos patogénicos y las alteraciones inmunológicas parecen ser algo diferentes, pues en la SGNC parecen predominar los cambios en la inmunidad innata y en la celíaca más bien la inmunidad adaptativa, ello no cambia para nada su abordaje terapéutico.
Así, el único tratamiento realmente eficaz es el seguimiento de una dieta sin gluten (DSG) de forma estricta de por vida para conseguir una mejoría mantenida y eficaz, y prevenir la aparición de complicaciones asociadas. Todavía no está claro sin embargo si una reducción del consumo del gluten, en vez de su supresión, puede ser suficiente para controlar los síntomas. Algunos autores consideran viable en algunos pacientes la reintroducción, tras un período de dieta sin gluten, de una cantidad reducida de este que dependerá de la sensibilidad del individuo. Por otra parte, si bien los síntomas más severos se pueden atenuar en cuestión de días con la dieta sin gluten, se ha observado la persistencia de efectos a largo plazo, y muchos pacientes presentan todavía algunos síntomas moderados tras más de un año de dieta.
Una DSG debe basarse en la supresión de la alimentación de forma continua y permanente de todos los alimentos que contengan harina de trigo, centeno, cebada y avena, así como de los alimentos que en su preparación lleven algún tipo de estas harinas (rebozados, salsas, espesantes, etc.).
Las dos únicas harinas recomendadas son el maíz y el arroz, que no contienen gluten, pero es preciso asegurarse de que hayan sido molidas en molinos independientes de los cereales con gluten, pues de lo contrario no serían aptas para su consumo, debido a la presencia de contaminaciones cruzadas.
Se recomienda, igualmente, el consumo de alimentos naturales y frescos que no contengan gluten: carnes, pescados, huevos, leche y sus derivados, frutas, verduras y hortalizas, legumbres y los cereales que no tienen gluten (maíz, arroz, mijo y sorgo), combinándolos entre sí de forma variada y equilibrada. Los alimentos se deben adquirir, almacenar, preparar y manipular cuidadosamente para evitar las posibles contaminaciones cruzadas con gluten. Es importante, especialmente al comienzo de la DSG, minimizar el consumo de alimentos elaborados y de alimentos específicos para celíacos. Una opción muy cómoda y económica es la utilización de una panificadora casera para elaborar panes y bizcochos, con la amplia gama de harinas sin gluten existentes en el mercado. Las ventajas son la facilidad de preparación, el abaratamiento del producto y la posibilidad de seleccionar los ingredientes, evitando o disminuyendo considerablemente la gran cantidad de aditivos químicos presentes en los productos específicos de celíacos.
Es importante conocer que el gluten también está presente en muchos medicamentos, entre los excipientes con los que los elaboran.
Asimismo, el gluten figura entre los ingredientes de muchos productos cosméticos, bajo diferentes nombres difíciles de identificar. Es importante evitar el contacto con estos productos (pastas de dientes, barras de labios, geles, cremas, etc.), ya que aunque la cantidad de gluten suele ser pequeña, este se puede ingerir por error, absorber a través de la piel o contaminar alimentos en su manipulación (cremas o restos de cremas en las manos, etc.).
Cuando no se produce la mejoría esperada con la dieta sin gluten o esta se demora, hay que hacer una valoración muy cuidadosa tanto clínica como analítica, para tratar de evitar posibles errores de interpretación.

### Gluten en los medicamentos
Los productos farmacéuticos pueden contener entre sus excipientes gluten, harinas, almidones u otros.
En España, la legislación obliga a declarar en el prospecto de los medicamentos la presencia de gluten, cuando ha sido añadido como excipiente de forma intencionada. No obstante, no es posible conocer si un medicamento contiene trazas de gluten, las cuales suponen un riesgo para las personas celíacas y deben ser evitadas. Es probable que en este caso las trazas sean tan pequeñas que no supongan ningún riesgo, pero algunos autores consideran que para garantizar el uso seguro de los medicamentos deberían ser especificadas en el prospecto, el etiquetado y la ficha técnica.
La legislación actual en España, y en otros países como Estados Unidos, no exige a los fabricantes el análisis ni la declaración de las trazas de gluten derivadas de residuos durante el proceso de producción de los principios activos o excipientes. Asimismo, los excipientes y los procesos de fabricación pueden cambiar o no estar completamente descritos.
La legislación actual solo exige analizar si hay gluten cuando se utiliza almidón de trigo, avena, cebada o centeno como excipiente. En el caso de que se hayan empleado almidones de maíz, patata, arroz y sus derivados, solo obliga a analizar que no existan almidones de otro origen y especificar en el prospecto, el etiquetado y la ficha técnica del medicamento el almidón y la planta de la que procede.
Solo algunos fabricantes realizan controles del producto final y declaran voluntariamente que sus productos son libres de trazas de gluten. Un estudio del Grupo de Trabajo de Nutrición del Colegio Oficial de Farmacéuticos de Vizcaya destinado a confeccionar una guía de medicamentos genéricos con y sin gluten, concluyó que aunque los laboratorios aseguran que cumplen la legislación vigente, ninguno realiza análisis para comprobar el contenido final de gluten de los medicamentos genéricos que elaboran.
Generalmente, los profesionales de la salud ignoran las fuentes potenciales de gluten y los farmacéuticos no siempre disponen del tiempo necesario ni los recursos de información adecuados. Por lo tanto, se convierte en labor de los pacientes comprobar si sus medicamentos contienen gluten o trazas de gluten. Para aclarar las dudas y recabar la información precisa, el procedimiento indicado es realizar una consulta directamente con el laboratorio.

#### Advertencias en medicamentos que contienen almidones de cereales con gluten
Según el artículo 34 del Real Decreto 1345/2007 y la Circular 02/2008 de la Agencia Española de Medicamentos y Productos Sanitarios, cuando un medicamento contenga como excipiente almidón de trigo, avena, cebada, centeno o cualquiera de sus derivados, además de la declaración obligatoria de su presencia, se deberá incluir la siguiente información:

• Si el medicamento contiene menos de 20 ppm de gluten, se declarará su presencia pero también se indicará: «es adecuado para pacientes celíacos» y «los pacientes con alergia a X (distinta de la enfermedad celíaca) no deben tomar este medicamento».

• Si el medicamento contiene más de 20 ppm se incluirá la siguiente información: «este medicamento contiene almidón de X, que equivale a ‘x’ ppm de gluten, lo que debe ser tenido en cuenta por los pacientes celíacos» y «los pacientes con alergia a X (distinta de la enfermedad celíaca) no deben tomar este medicamento».

## Modelos experimentales de sensibilidad al gluten no celíaca
El efecto del gluten sobre el organismo ha sido estudiado en varios modelos experimentales que no vamos a discutir aquí por ser muy específicos.
Diversos estudios han mostrado que el gluten presenta un potente efecto diabetógeno en ratones no obesos. La presencia, cantidad y momento de la introducción del gluten en la dieta de dichos animales, parecen tener una influencia variable en su efecto. La importancia de estos hallazgos en relación con la sensibilidad al gluten no celíaca aún no está aclarada.
Por el momento, el modelo animal mejor caracterizado en relación con la sensibilidad al gluten no celíaca es el del macaco rhesus. Cuando se alimenta a estos animales con dietas ricas en gluten, muestran signos y síntomas de diarrea crónica, incluyendo eliminación aumentada de grasa por las heces (esteatorrea), lesiones intestinales, con frecuente presencia de anticuerpos anti-gliadina y negatividad de anticuerpos anti-transglutaminasa. Ello hace pensar que la respuesta inmune frente al gluten es diferente a la que se presenta en los individuos celíacos y se parece mucho más a la que aparece en los sujetos con sensibilidad al gluten no celíaca, por lo que todo parece indicar que es un buen modelo experimental para estudiar la SGNC en ausencia de EC.